# قضاء سوران
قضاء سوران (بالكردية: قەزای سۆران)‏ وهو قضاء يقع في محافظة أربيل في العراق يضم اربع نواحي هي ناحية خليفان وناحية سيدكان ناحية ديانا وسريشمه وقرابة 346 قرية ومدينة ويبلغ تعداد سكان القضاء بأكثر من 200 الف نسمة حاليا سوران هي مركز القضاء والتي شهدت تطورا كبيرا بعد ان استقر فيها الآف العوائل العائدة إلى كوردستان عقب مرور سنين طويلة على هجرتهم إلى إيران والدول المجاورة. وهي مدينة حيوية أفتتحت فيها في الاونة الاخيرة جامعة باسم جامعة سوران وتقع المدينة في منطقة شبه سهلية يحيط بها جبل زوزك من الشمال وجبل كورك من الجنوب ومن الشرق جبل هندرين.